# Nikólskoie (Tomsk)
Nikólskoie (en rus: Никольское) és un poble de l'óblast de Tomsk, a Rússia, que el 2021 tenia 239 habitants.